# От тебя, на две тысячи лет назад
«От тебя, на две тысячи лет назад» (яп. 二千年前の君から) — двадцать первый эпизод четвёртого сезона аниме-сериала «Атака титанов».

## Сюжет
Гриша Йегер вспоминает, как он убил семью Райсс, используя Атакующего титана, и сетует, что Эрен не показал ему всё воспоминания о будущем. Он предупреждает своего сына Зика, что всё произойдёт не так, как ему бы хотелось, а Эрен добьётся своего. Гриша не может поверить, какой ужасный план вынашивал Эрен, и в этот момент видит Зика. Гриша удивляется, каким большим он вырос, и в слезах просит прощения, что не играл с ним в детстве. После этого Гриша умоляет Зика остановить Эрена.
После этого Зика выбрасывает из воспоминаний Гриши обратно в Мир Путей, где он видит Эрена, всё ещё скованного цепями. Зик понимает, что это Эрен подтолкнул Гришу украсть силу Прародителя у Хозяйки Стен и начать войну с остальным миром. Используя силу Атакующего титана, Эрен мог показать Грише лишь нужные ему воспоминания, чтобы повлиять на его поведение в прошлом. Гриша не мог использовать Титана-Прародителя, поэтому основной причиной, по которой он украл его, было желание доверить его Эрену в будущем.
Эрен благодарит Зика, потому что этот план стал возможен только благодаря тому, что Зик привёл его в воспоминания Гриши. Далее он объясняет, что видел своё будущее в воспоминаниях Гриши четыре года назад.
Зик вспоминает, как Гриша говорил, что всё произойдёт не так, как он хотел, но, зная, что он всё ещё контролирует Имир, он приказывает ей сделать так, чтобы элдийцы больше не могли иметь детей. Она поворачивается и идёт к Координате. Зик говорит Эрену, что их отец хотел, чтобы Зик остановил его. Эрен пытается вырваться из цепей, чтобы побежать за прародительницей, и Зик говорит, что не знает, какое будущее видел Эрен, но он знает, что Эрен видел не всё. А именно, Эрен не ожидал, что не сможет сам использовать способности Имир.
Эрен кричит и срывает цепи, отрывая себе руки, и гонится за Имир. Зик считает, что эти усилия будут бесполезны, ведь если Имир начала действовать, то остановить её не сможет уже ничего в этом мире.
Действия переносятся в далёкое прошлое. Имир была маленькой девочкой, живущей в небольшой деревне. Однажды на них напали элдийцы. Ей и другим жителям отрезали языки и превратили в рабов. Как-то раз свиньи сбежали из загона, и Фриц, вождь племени, заявляет, что если виновник не сознается, всем рабам вырежут по глазу. Вся деревня указала на Имир.
Не в силах опровергнуть это, она опускается на колени перед королём, и он говорит ей, что она будет «свободна». Имир выпущена на свободу, чтобы за ней охотились стрельцы на лошадях. Раненная попавшими в нее стрелами, она падает вниз и находит огромное дерево с дуплом у основания ствола. Она заходит внутрь и поскальзывается, падает в длинный туннель и попадаеь в большой резервуар с водой под деревом. Когда она погружается в воду, неизвестное существо, напоминающее нервную систему человеческого позвоночника, выплывает из глубины и соединяется с Имир, превращая её в первого титана. Имир в новом обличии сносит дерево и пугает солдат Фрица.
Она стала самым ценным рабом. Фриц доволен тем, как она с силой титанов построила дороги и возделывала мосты. Его племя выросло благодаря её поддержке, и в награду он намерен сделать её матерью его ребёнка. После этого он приказывает Имир, используя свою великую силу, сокрушить ненавистных Элдией марлийцев.
У Имир с Фрицем рождается трое детей — Мария, Роза и Сина. Элдия выросла в сильнейшее государство в мире. Когда вражеские солдаты опускаются на колени перед Фрицем в знак поражения, один из них поднимается на ноги с копьём. Ему удается бросить его, прежде чем его убили приближённые Фрица, и Имир бросается спасать короля, принимая удар копья прямо себе в сердце. Она падает на землю, не двигаясь, и не поднимается, когда Фриц приказывает ей. Король уверен в том, что жалкое копьë — ничто для Имир.
Желая не потерять силу Имир, Фриц приказывает своим дочерям Марии, Розе и Сине съесть тело своей матери. Перед смертью он заявляет, что у них обязательно должны родиться дети, чтобы продолжить родословную, и когда они умрут, они должны быть скормлены их собственным детям, и так далее по порядку, чтобы Элдия продолжала доминировать в мире, передавая силу титанов. Пока Элдийская империя продолжает править миром, Имир, попав в Пути после смерти, лепет из песка тела титанов каждый раз, когда те появляются в реальном мире. Фриц перед смертью также говорит, что Элдия будет процветать вечно, а титаны будут помогать управлять всеми, покуда стоит этот мир во веки веков.
В настоящее время Эрен держит Имир и говорит ей, чтобы она передала ему силу Прародиетля, чтобы он сам положил конец этому миру. Он обещает, что положит конец её рабству, говоря, что она никакая не рабыня и не божество, а простой человек. Она вольна выбирать сама.
Видя, что она перестала двигаться, Зик начинает паниковать и бежит к ним. Эрен говорит Имир, что именно она вела его сюда всё это время; она ждала кого-то, кто её освободит целых две тысячи лет. В объятиях Эрена Имир дрожит, и из её глаз текут слёзы.
После этого в районе Сигансина существо, являвшее собой источник силы титанов, соединяется с головой Эрена. Затем вспыхивает свет трансформации титана. В тот же момент стены обрушаются, прерывая битву между военными острова Парадиз и Марли. Миллионы титанов выходят из стен и начинают свой марш. Эрен возглавляет их в новой форме титана, которая настолько гигантская, что затмевает даже титанов из Стен.
Армин Арлерт понимает, что это означает, что Эрен победил и взял под свой контроль Титана-Прародителя. Титаны из Стен, вероятно, направляются сокрушить Мировую коалицию, формирующуюся в Марли. Микаса Аккерманн изо всех сил пытается смириться с тем, что это могло означать, что Эрен действительно вернулся к ним, но затем Армин понимает, что количество титанов из Стен чрезмерно большое для этой цели. Он говорит об этом Микаса. По его мнению, столько титанов не нужно, чтобы сокрушить войска коалиции.
Эрен обращается через Пути ко всем людям из народа Имир. Он говорит, что со всех окрестностей острова Парадиз было снято отвердение, и все титаны начали свою поступь. Его цель — защитить жителей острова Парадиз. Но остальной мир желает лишь истребления элдийцев. Эрен объявляет, что не допустит этого, и что титаны, вышедшие из Стен, продолжат топтать земли за пределами острова, пока те, кто живёт там, не станут пылью под их ногами.

## Отзывы
Джейми Суга на сайте The Geekiary назвала эпизод «ошеломляющим», поскольку «ни одна другая серия не вызывала больше таких эмоций». Ранее Суга называла предыдущий эпизод «Воспоминания о будущем» самым удивляющим из-за своей композиции и неожиданного финала, по итогам которого оказалось, что изначально за всеми событиями стоял именно Эрен. Для Суги эпизод стал ответом на большую часть самых важных вопросов сериала. Как сказала критик, «после просмотра её челюсть буквально валялась на полу».
Дэниэл Курланд на сайте Den of Geek опубликовал рецензию с пересказом сюжета эпизода, где также поделился своими эмоциями о происходящем. Он назвал эпизод «От тебя, на две тысячи лет назад» лучшей серией аниме «Атака титанов». Критик отметил, что ранее был не понятен смысл названия первой серии сериала «К тебе, спустя две тысячи лет», но теперь эта серия раскрывает суть названия. Также он посчитал крайне необыкновенным последнюю сцену с Эреном, где тот обещает уничтожить весь мир, и то, как Эрену удалось перехитрить Зика. Историю Имир Курланд посчитал крайне трагичной и несправедливой.
Грег Уилер с сайта The Review Geek дал эпизоду оценку 4/5. Критик считает, что в эпизоде было показано «достаточно, чтобы понять всю глубину конфликта Элдии и Марли». Судьба Имир для Уилера «абсолютно неприятна», а желание Эрена истребить человечество — «доказательство правоты Вилли Тайбера», что было показано в эпизоде «Объявление войны». В целом, по его мнению, эпизод «От тебя, на две тысячи лет назад» — очередная очень хорошая серия «Атаки титанов».

### Комментарии
1. ↑  В русском дубляже — «От тебя, жившей две тысячи лет назад»
2. ↑  Буквально с японского — «За две тысячи лет до тебя»